# SA 330 (航空機)
SA 330 ピューマ
フランス陸軍のSA 330Ba
- 用途：汎用
- 分類：中型ヘリコプター
- 設計者：シュド・アビアシオン
- 製造者：

  -  シュド・アビアシオン→アエロスパシアル
  -  ウエストランド・エアクラフト
  -  アトラスエアクラフト（オリックス（英語版））
  -  インドネシアン・エアロスペース
  -  IAR（IAR-330）
- 運用者

  -  フランス（フランス空軍・フランス陸軍）
  -  イギリス（イギリス空軍）他
- 初飛行：1965年4月15日
- 生産数：697機
- 運用開始：1968年
- 運用状況：現役

SA 330 ピューマ（英語: SA 330 Puma）は、フランスのシュド・アビアシオンおよび、その後身アエロスパシアル製の汎用ヘリコプター。イギリスのウエストランドでもピューマ HC Mk.1として製造された。

## 概要
フランス陸軍向けにS-58とH-21を更新する、兵士20人か担架6台を積載可能な全天候型汎用ヘリコプターとして発注され、当初は「アルエットIV」として計画が進行した。
1967年にはイギリス空軍が採用し、SA 341 ガゼルおよびリンクスと共にイギリス・フランス両国の共同計画となった。
1968年9月に生産型が初飛行。その後も改良が続けられた結果、1978年4月25日にはソ連製ヘリコプター以外では初の氷雪気候下を含む全天候型ヘリコプターとなった。
1987年、8種の派生型による697機をもって生産を完了。後継のAS 332 シュペルピューマに引き継がれた。南アフリカ・ルーマニア（IAR-330）・インドネシアでライセンス生産が行われた。

## 派生型
SA 330A
試作型。通称アルエットIV。
SA 330B
フランス陸軍向けの最初の生産型。
SA 330C
最初の輸出型。
SA 330E
イギリス向け生産型。ピューマ HC Mk.1の名称で生産された。
SA 330F
タルモ III C4 エンジンを搭載した、最初の民間向け輸出型。
SA 330G
タルモ VIC エンジンを搭載し、ローターを改良した、民間向け輸出型。
SA 330H
SA 330Gに準ずる近代化改修型。フランス空軍ではSA 330Baの名称で使用される。
SA 330J
民間向け近代化改修型。
SA 330L
高地・高温環境型。
SA 330S
ポルトガルの近代化改修型。
SA 330Z
フェネストロン（埋め込み式テイルローター）試験型。
SA 330 オーキデ
オーキデ捜索システムを搭載した、フランス陸軍向け改造型。
オリックス
南アフリカの性能向上型。
IAR-330
ルーマニアのライセンス生産型。SA 330Lに相当。
NAS 330
インドネシアの生産型。11機生産。SA 330Jに相当。

## 採用国

### 軍用型
アルバニア
- アルバニア空軍

 アルゼンチン
- アルゼンチン陸軍
- アルゼンチン沿岸警備隊

 ベルギー
 ブラジル
- ブラジル空軍

 カンボジア
 カメルーン
- カメルーン空軍

 チャド
- チャド空軍

 チリ
- チリ陸軍
- チリ空軍

 コートジボワール
- コートジボワール空軍

 コンゴ民主共和国
 エクアドル
- エクアドル陸軍[注釈 1]

 エチオピア
- エチオピア空軍

 フランス
- フランス空軍[注釈 2]
- フランス陸軍[注釈 3]

 ガボン
- ガボン空軍[注釈 4]

 ガンビア
 ドイツ
 ギリシャ
 ギニア
 インドネシア
- インドネシア空軍

 アイルランド
- アイルランド空軍

 イラン
 イラク
- イラク空軍

 ケニア
- ケニア空軍[注釈 5]

 クウェート
- クウェート空軍

 レバノン
- レバノン空軍

 マラウイ
- マラウイ空軍[注釈 6]

 メキシコ
- メキシコ空軍

 モロッコ
- モロッコ空軍[注釈 7]

 ネパール
- ネパール軍航空隊[注釈 8]

 ナイジェリア
- ナイジェリア空軍

 オマーン
 パキスタン
- パキスタン陸軍

 フィリピン
- フィリピン空軍

 ポルトガル
- ポルトガル空軍

 ルーマニア
- ルーマニア空軍
- ルーマニア陸軍

 セネガル
- セネガル空軍

 スロベニア
 南アフリカ共和国
- 南アフリカ空軍[注釈 9]

 スペイン
- スペイン空軍

 スーダン
- スーダン空軍

 トーゴ
 アラブ首長国連邦
 イギリス
- イギリス空軍[注釈 10]

 ベネズエラ
 ザイール
- ザイール空軍

### 民間型
ドイツ
 南アフリカ共和国
 アメリカ合衆国
 日本
東京消防庁航空隊がSA330F(JA9512 ゆりかもめ、航空科学博物館屋外に展示)、東北エアサービスがSA330J(JA330T おたかぽっぽ)をそれぞれ1機導入した。

## 性能・主要諸元
出典: Jane's All The World's Aircraft 1976-77 
諸元
- 乗員: 3名
- 定員: 16名
- 全長: 18.15m （59ft 61⁄2in）
- 全高: 5.14m （16ft 101⁄2in）
- ローター直径: 15.00m （49ft 21⁄2in）
- 空虚重量: 3,536kg （7,795lb）
- 最大離陸重量: 7,000kg （15,430lb）
- 動力: チュルボメカ テュルモ IVC ターボシャフト、1,175kW （1,575hp）   × 2

性能
- 超過禁止速度: 273km/h=M0.22 （147knots, 169mph）
- 最大速度: 257km/h=M0.21 （138knots, 159mph）
- 巡航速度: 248km/h=M0.20 （134knots, 154mph）
- 航続距離: 580km （313nm, 360mi）
- 実用上昇限度: 4,800m （15,750ft）
- 上昇率: 7.1m/s （1,400ft/min）

## 登場作品

### 映画・テレビドラマ
『オール・ユー・ニード・イズ・キル』
統合防衛軍の輸送ヘリコプターとして登場。主人公のウィリアム・ケイジ少佐が、移動する際に搭乗する。
『救急戦隊ゴーゴーファイブ』
第6話に首都消防局の消防防災ヘリコプターとしてJ型が登場。首都消防局航空隊本部の格納庫内に駐機されている。
『若き勇者たち』
ソ連軍のヘリコプターとして本機を改造した機体が登場している。
『ランボーシリーズ』
『ランボー/怒りの脱出』
北ベトナム軍の攻撃ヘリコプターとして、本機を改造したMi-24 ハインドもどきが登場。主人公のジョン・ランボーらが乗るベル 212と空中戦を繰り広げる。
『ランボー3/怒りのアフガン』
『怒りの脱出』と同様のMi-24 ハインドもどきが、ソ連軍所属機として登場。ドアガンが前作ではベトナムだったためDShKだったのに対して、今作はアフガニスタンが舞台なので砂や泥に強いFN MAGに変更されている。

### 漫画
『ヨルムンガンド』
アフリカ海賊が所有するヘリコプターとして、オリックスが登場。26mm ロケット弾ポッドを搭載している。
『リトルコップ』
私設軍隊「影の軍隊」の装備として登場。警視庁の調査員が盗撮した写真内に物資を吊り下げ輸送任務にあたっている姿が写されている。

### 小説
『樹海戦線』
ソ連から派遣された「ヴイソートニキ」（特殊部隊）チームをカナダの森林地帯に運び込む「民間」ヘリコプターとして登場。同チームを森林内の湖に展開させる際、脚を収納したままホバリングしながら湖面に着水する「フランスの技術」を披露する。